# Yeşilyurt, Tut
Yeşilyurt là một xã thuộc huyện Tut, tỉnh Adıyaman, Thổ Nhĩ Kỳ. Dân số thời điểm năm 2011 là 267 người.